# 오냥코클럽
오냥코클럽(일본어: おニャン子クラブ)은 1985년에 후지테레비의 프로그램 저녁노을냥냥(夕やけニャンニャン)에서 탄생한 일본의 여성 "트랜스젠더"(즉, 동성애에 대한 무의미한 생각) 아이돌 그룹이다.

## 개요
프로듀스 전략
데뷔했던 1985년 4월부터 1987년 9월 해산까지의 2년 반 동안, 남자 중고생을 상대로 인기를 얻었다. 결성 초기에는 후지테레비「저녁노을냥냥(夕やけニャンニャン)」프로그램 내에서, 사회를 맡은 코미디언들의 프로그램 진행을 보조하는 역할을 했다. 어디에나 있을 것 같은 아마추어 수준의 여고생을 중심으로 모은 그룹은, 이전까지의 아이돌과는 다른 매력으로, 당시의 남자 중고생 사이에서 폭발적인 인기를 누렸다. 이 방법은 당시 여대생을 중심으로 활동하고 있던 올나이터즈를 저연령화 시킨 것으로, 그 인기는 당시의 아이돌 붐의 핵심이 되었다.
또한 멤버를 잇달아 솔로 데뷔시키거나 매주 개최되는 프로그램 내의 오디션 등을 통해 계속적으로 멤버를 추가하는 등, 독자적인 전개가 아이돌의 새로운 패턴이 되었다. 솔로 멤버 뿐만이 아니라, 우시로유비사사레구미(うしろゆびさされ組)나 냥기라스(ニャンギラス), 우시로가미히카레타이(うしろ髪ひかれ隊) 등의 그룹 내 유닛도 배출해, 한때는 매주 오리콘 차트를 독점했다(1986년의 싱글 1위 획득 46곡 중, 오냥코클럽 관련 30곡, 52주중의 36주).
멤버의 선출 방법
아이돌 선출 방식과 많은 인원의 활동, 또 솔로활동의 전개 방법 등이 이후에, 같은 아키모토 야스시가 프로듀스를 맡는 AKB48의 바탕이 되고 있다. 멤버 선출은 반드시 노래나 댄스가 능숙한 사람, 미소녀에 한정되지 않고, '연예인이 아닌 어디까지나 보통 여자아이'라는 컨셉으로, 프로그램보다 학업을 우선시키는 등, 그 아마추어스러움과 친근함이 방과후 여학교나 동아리, 아르바이트, 클럽 활동 느낌의 이미지를 받았다고 일컬어진다.
오냥코클럽의 멤버는 기본적으로 예능 사무소에 소속되지 않은 일반 아마추어를 매주 프로그램 내의 간단한 오디션으로 선출하고 있었다. 오디션 합격 후에도, 일부 예능사무소에 소속해 있던 멤버를 제외하고, 대부분의 멤버는 후지테레비 방송국에 맡겨진 무소속의 아마추어 집단이었다. 그 때문에 대부분의 멤버가 프로그램 종료와 동시에 해산한 오냥코클럽과 함께, 일반의 사회로 돌아와 연예인 활동을 계속 할 수 있던 것은, 그 시점에서 예능 사무소에 소속해 있던 10명 전후의 사람에게 한정되었다.
전통 있는 와타나베 프로덕션이나 신흥의 본드 기획이나 프로덕션 오기, 바닝 프로덕션은 탤런트를 보냈지만, 의 항목에서 언급한 대로 이미 아마추어 오디션 프로그램을 단념하고 있던 호리프로나 선 뮤직 등은 탤런트를 보내지 않고, 대응이 나뉘는 결과가 되었다(호리프로에는 후에 우츠미가 들어간다).
해산
1987년 6월 15일 방송의 「저녁노을냥냥(夕やけニャンニャン)」에서 해산을 발표해(프로그램은 같은 해 8월 31일에 종료), 9월 20일의 요요기 제1체육관에서 진행된 콘서트에서 해산했다.
그 후에도 TV 프로그램의 기획 등에서 일시적인 재회는 있었지만, 2002년, 초기 멤버 중에서도 찬성자 14명만이 일시적으로 재결성해, 싱글 「ショーミキゲン」을 발표했다. 발표 후에는 이벤트 및 텔레비전 출연 등도 마쳤으며 그중에서도 2002년 12월 5일 방송의 「2002 FNS 가요제」에서는, 후기 멤버를 포함해 「ショーミキゲン」, 「セーラー服を脱がさないで」를 불렀다. 또, 2010년에는 텔레비전 CM상에서 11명의 멤버가 재결성하여 「セーラー服を脱がさないで」의 후렴을 배우 이토 아츠시와 함께, 노래하고 춤추는 중년이 된 오냥코클럽의 모습을 공개했다.
오냥코클럽 멤버 가운데, NHK 홍백가합전에 출연 경험이 있는 것은 현재 쿠도 시즈카뿐이다(「저녁노을냥냥(夕やけニャンニャン)」이 이미 방송 종료된 1988년이 처음).

## 멤버
1. 오쿠다 미카 (奥田美香) - 1985년 4월 25일, 주간 문춘 흡연 사건으로 탈퇴.
2. 에노키다 미치코 (榎田道子) - 1985년 4월 25일, 주간 문춘 흡연 사건으로 탈퇴.
3. 요시노 카요코 (吉野佳代子) - 1985년 4월 25일, 주간 문춘 흡연 사건으로 탈퇴.
4. 닛타 에리 (新田恵利) - 제2회 졸업생. 1997년, 후지테레비 사장과 결혼. 현재도 예능 활동중. 활동당시 고쿠쇼와 갈등이 있었던 것으로 전해짐. 팬들도 파벌이 나뉨.
5. 나카지마 미하루 (中島美春) - 제1회 졸업생.
6. 키하라 아키 (樹原亜紀) - 제5회 졸업생.
7. 토모다 마미코 (友田麻美子) - 1985년 4월 25일, 주간 문춘 흡연 사건으로 탈퇴.
8. 고쿠쇼 사유리 (国生さゆり) - 제5회 졸업생. 현재도 예능 활동중인 오냥코 1대 리더.
9. 나고야 미카 (名越美香) - 제2회 졸업생.
10. 사토 마유미 (佐藤真由美) - 1985년 4월 25일, 주간 문춘 흡연 사건으로 탈퇴.
11. 후쿠나가 사토미 (福永恵規) - 제2회 졸업생.
12. 카와이 소노코 (河合その子) - 제1회 졸업생. 고토 츠구토시의 부인
13. 우츠미 카즈코 (内海和子) - 제5회 졸업생.
14. 토미카와 하루미 (富川春美) - 해산시 멤버. 그룹 멤버중 회원 번호가 최소(= 재적 기간 최장).
15. 타츠미 리카 (立見里歌) - 제5회 졸업생.
16. 타카이 마미코 (高井麻巳子) - 제5회 졸업생. 1988년에 아키모토 야스시와 결혼 후 은퇴.
17. 죠노우치 사나에 (城之内早苗) - 해산시 멤버. 고쿠쇼 사유리가 졸업한 후 2대 리더를 맡았던 멤버. 현재도 엔카 가수로서 활동중.
18. 나가타 루리코 (永田ルリ子) - 해산시 멤버.
19. 이와이 유키코 (岩井由紀子) - 해산시 멤버. 애칭 유유. 1997년에 결혼 후 은퇴.
20. 테라모토 요코 (寺本容子) - 1985년 9월 탈퇴.
21. 코미오카 타마키 (五味岡たまき) - 1985년 9월 탈퇴.
22. 시라이시 마코 (白石麻子) - 해산시 멤버.
23. 하야시 카오리 (林香織) - 오사카 주재원.
24. 미타 후미요 (三田文代) - 히로시마 주재원. 전 모모코클럽 멤버. 뉴욕에서 연극 공부중.
25. 요시자와 아키에 (吉沢秋絵) - 제2회 졸업생. 합격 후, 1985년 곧바로 솔로 데뷔했으나, 은퇴. 스케반데카 소녀철가면전설에서 야지마 유키노역으로 출연.
26. 아카사카 요시에 (赤坂芳恵) - 재적 기간 일주일간. 전 모모코클럽 멤버.
27. 마츠모토 아키 (松本亜紀) - 합격한 것 봐로 활동은 없음. 전 모모코클럽 멤버.
28. 요코타 무츠미 (横田睦美) - 해산시 멤버.
29. 와타나베 미나요 (渡辺美奈代) - 해산시 멤버. 현재도 예능 활동중.
30. 미카미 치아키 (三上千晶) - 트라이앵글 블루의 오디션도 합격.
31. 야지마 유코 (矢島裕子) - 영파라 이미지걸 콘테스트에 합격.
32. 야마모토 수잔 쿠미코 (山本スーザン久美子) - 제2회 졸업생. 오냥코의 유일한 혼혈인.
33. 후카와 토모코 (布川智子) - 해산시 멤버. 전 시부카키타이의 후카와 토시카즈의 여동생.
34. 유미오카 마미 (弓岡真美) - 제3회 졸업생. 중학교를 졸업해 1986년 3월 14일부터 활동.
35. 오카모토 타카코 (岡本貴子) - 제3회 졸업생. 유미오카와 같이 1986년 3월 14일부터 활동.
36. 와타나베 마리나 (渡辺満里奈) - 해산시 멤버. 현재도 예능 활동중. 2005년, 웃음 트리오 넵튠의 나구라 쥰과 결혼.
37. 오오누키 카오리 (大貫かおり) - 합격 후 프로그램에 1일만 출연. 전 모모코클럽 멤버. 탤런트, 모델로서 활동중.
38. 쿠도 시즈카 (工藤静香) - 해산시 멤버. 전 모모코클럽 멤버. 현재도 가수로서 활동중. 키무라 타쿠야와 속도위반 결혼.
39. 다카바타케 마키 (高畠真紀) - 제3회 졸업생. 신 회원 번호의 노래에 참가.
40. 이쿠이나 아키코 (生稲晃子) - 해산시 멤버. 해산 후에 솔로 데뷔. 그 후도 예능 활동을 계속. 결혼, 출산기에 활동을 일시 휴지하고 있었지만 재개.
41. 카이세 노리코 (貝瀬典子) - 해산시 멤버. 미스 세븐 틴 그랑프리. 당초 うしろ髪(우시로가미)에 들어갈 예정이었다.
42. 사이토 마키코 (斉藤満喜子) - 해산시 멤버. 미스 세븐 틴 준 그랑프리. 해산 후에 솔로 데뷔. 1998년 결혼 후 은퇴.
43. 모리야 토시에 (守屋寿恵) - 제4회 졸업생. 미스 세븐 틴 준 그랑프리. 솔로 데뷔의 예정도 있었다.
44. 다카다 나오코 (高田尚子) - 제4회 졸업생. 미스 세븐 틴 특별상.
45. 요시다 유미코 (吉田裕美子) - 제4회 졸업생. 단독으로 CM 출연해, 개인 활동중.
46. 나카지마 사나에 (中島早苗) - 제4회 졸업생. 전 모모코클럽 멤버.
47. 야마모리 유리코 (山森由里子) - 해산시 멤버. 오냥코에 두 번째로 합격을 완수한다.
48. 아가츠마 카요 (我妻佳代) - 해산시 멤버. 해산 후에 솔로 데뷔. 현재도 예능 활동중. 세리자와 나오미의 여동생. 결혼→이혼.
49. 요시미 미츠코 (吉見美津子) - 해산시 멤버. B조 1번→정식 멤버로 승격. 미스 세븐 틴 특별상. 전 모모코클럽 멤버. 해산 후 누드를 공개.
50. 스기우라 미유키 (杉浦美雪) - 해산시 멤버. B조 2번→정식 멤버로 승격. 미스 세븐 틴 특별상. 해산 후는 레이스 퀸에 활동했으나, 현재는 모델(예명은 스기 미유키).
51. 미야노 쿠미코 (宮野久美子) - 해산시 멤버. B조 3번→정식 멤버로 승격. 미스 세븐 틴 특별상. 해산 후는 「Kiss」라는 그룹에 재적. 현재도 예능 활동중.
52. 스즈키 와카코 (鈴木和佳子) - 해산시 멤버. 마지막 합격 멤버.
53. 토미나가 히로코 (冨永浩子) - 제4회 졸업생. B조 4번. 미스 세븐 틴 특별상.
54. 야마자키 마유미 (山崎真由美) - 제4회 졸업생. B조 5번.
55. 요린다 얀 (ヨリンダ・ヤン) - 연수생. 유일한 외국인 멤버.

## 음반

### 싱글
1. セーラー服を脱がさないで (1985년 7월 5일)
2. およしになってねTEACHER (1985년 10월 21일)
3. じゃあね (1986년 2월 21일)
4. おっとCHIKAN! (1986년 4월 21일)
5. お先に失礼 (1986년 7월 21일)
6. 恋はくえすちょん (1986년 11월 1일)
7. NO MORE 恋愛ごっこ (1987년 1월 21일)
8. かたつむりサンバ (1987년 5월 21일)
9. ウェディングドレス (1987년 8월 21일)
10. ショーミキゲン (2002년 11월 20일, 재결성기념 싱글)

### 앨범

#### 오리지널 앨범
1. KICK OFF (1985년 9월 21일)
2. 夢カタログ (1986년 3월 10일)
3. PANIC THE WORLD (1986년 7월 10일)
4. SIDE LINE (1987년 2월 21일)
5. Circle (1987년 8월 5일)

#### 베스트 앨범
1. スーパーベスト (1986년 10월 21일)
2. NON-STOP おニャン子 (1986년 12월 21일 / 재결성 : 1993년 11월 19일)
3. 家宝 (1987년 3월 5일)
4. おニャン子クラブ ベスト (1987년 12월 5일)
5. フォーエバー・アイドル・ベスト・シリーズ おニャン子クラブ (1989년 8월 21일)
6. ベストセレクション (1996년)
7. ULTRA NYANKO OMOTE SPECIAL (1997년 3월 21일)
8. ULTRA NYANKO URA SPECIAL (1997년 3월 21일, 해산 10주년 기념 베스트반)
9. おニャン子クラブA面コレクション
  - Vol.1,4,5 (1999년 3월 17일)
  - Vol.2,3 (1999년 5월 21일)
10. おニャン子クラブB面コレクション
  - Vol.1,5 (1999년 4월 21일)
  - Vol.2,3,4 (1999년 6월 19일)
11. EURO おニャン子 (2000년 9월 20일)
12. MYこれ!クション おニャン子クラブBEST (2001년 12월 5일)
13. おニャン子クラブ ミニ・ベスト (2002년 12월 18일)
14. おニャン子クラブ ソロ&ユニット ミニ・ベスト (2002년 12월 18일)
15. おニャン子クラブ大全集 (2005년 7월 6일)
16. 30-35 VOL.3 「おニャン子クラブ」特集 (2005년 7월 27일)
17. デビューアルバムに針を落として… おニャン子クラブ編 (2006년 9월 20일)
18. 「おニャン子クラブ」SINGLESコンプリート (2007년 7월 18일)
19. Myこれ!チョイス 14 夢カタログ+シングルコレクション (2008년 7월 16일)
20. おニャン子クラブ大全集 for HiQualityCD 上・下巻 限定CD-BOX (2008년 9월 17일)
21. Myこれ!Lite おニャン子クラブ (2010년 4월 21일)
22. ザ･プレミアムベスト おニャン子クラブ (2012년 11월 21일)
23. 結成30周年記念CD-BOX シングルレコード復刻ニャンニャン (2015년 3월 18일)
24. プラチナムベスト おニャン子クラブ (2017년 7월 19일)

#### 라이브 앨범
1. おニャン子Sailing夢工場'87LIVE (1987년 6월 3일)

#### 영상 작품
1. 課外授業 (1985년 11월 16일)
2. 臨海学校 (1986년 2월 21일)
3. 全国縦断コンサート あぶな〜い課外授業 (1986년 5월 21일)
4. 海外出張 (1986년 9월 21일)
5. おニャン子 ザ・ムービー 危機イッパツ! (1986년 11월 15일)
6. 卒業記念SPRINGコンサート Sailing 夢工場 (1987년 5월 15일)
7. おニャン子クラブ解散記念 全国縦断ファイナルコンサート (1987년 10월 31일)
8. 孫の代までおニャン子クラブ (1988년 1월 21일)
9. おニャン子クラブ「最終盤」 (2002년 4월 17일)
10. 未公開映像 ザ・バックステージ (2002년 12월 4일)
11. おニャン子PANIC卒業記念コンサート (2003년 10월 16일)
12. 夕やけニャンニャン おニャン子白書
  - 1985年4∼6月 (2004년 6월 16일)
  - 1985年7∼8月 (2004년 10월 20일)
  - 1985年9∼11月 (2005년 4월 27일)
  - 棚卸し総決算'85/12月 (2005년 12월 7일)
13. おニャン子クラブ in 月曜ドラマランド
  - BOX 1 (2005년 10월 19일)
  - BOX 2 (2005년 11월 16일)

## 파생 유닛
- 우시로유비사사레구미(うしろゆびさされ組) - 타카이 마미코, 이와이 유키코
- 냥기라스(ニャンギラス) - 타츠미 리카, 키하라 아키, 나고야 미카, 시라이시 마코
- 우시로가미히카레타이(うしろ髪ひかれ隊) - 쿠도 시즈카, 이쿠이나 아키코, 사이토 마키코
- 오냥코클럽 B조(おニャン子クラブB組) - 요시미 미츠코, 스기우라 미유키, 미야노 쿠미코

## 같이 보기
- 아키모토 야스시
- 저녁노을냥냥 - 후지테레비에서 방송되었던 프로그램.
- 체킷코 - 1998년에 후지테레비에서 결성된 아이돌 그룹.
- 아이돌링!!! - 2006년에 후지테레비에서 결성된 아이돌 그룹.
- AKB48